# Ronald Schmidt
Ronald Schmidt (* 28. April 1977 in Freital) ist ein ehemaliger deutscher Fußballspieler. Er war von 2002 bis 2013 beim Wacker Burghausen als linker Mittelfeldspieler aktiv und ist heute der Spieler mit den meisten Profieinsätzen für den SV Wacker.

## Karriere
Nachdem der 1,82 m große Schmidt seine Karriere 1998 beim VFC Plauen in der Regionalliga begonnen hatte, wechselte er ein Jahr später zurück zu seinem Jugendverein Dresdner SC. Mit dem DSC qualifizierte er sich 2000 als Vizemeister für die neue Regionalliga Nord, wo er in 49 Spielen drei Tore erzielte. In der Winterpause 2001/02 holte Trainer Rudi Bommer den Mittelfeldmann zum Südregionalligisten Wacker Burghausen, mit dem er in derselben Spielzeit den Aufstieg in die 2. Fußball-Bundesliga schaffte. Für Burghausen traf Schmidt in elf Regionalligapartien einmal, in der 2. Bundesliga, in der er mit dem Verein von 2002 bis 2007 spielte, schoss er 15 Tore in 120 Spielen. Seine erfolgreichste Saison absolvierte er 2004/05, als er für Wacker acht Mal in 27 Spielen erfolgreich war und gleichzeitig mit dem neunten Tabellenplatz in der 2. Bundesliga die beste Platzierung in der Profigeschichte des Wacker Burghausen erreichte.
In der Saison 2005/06 hatte er seinen Stammplatz allerdings zeitweise verloren und absolvierte deshalb lediglich 27 von 34 Partien, davon nur 15 Spiele von Anfang an. Am Ende der Saison 2006/07 stieg er mit Wacker Burghausen wieder in die Regionalliga ab. 2008 folgte der Aufstieg in die inzwischen gegründete 3. Fußball-Liga, in der Schmidt mit seinem Verein die folgenden Jahre antrat. Zum Ende der Spielzeit 2012/13 beendete er seine Profikarriere. Ab Sommer 2013 spielte er zwei Jahre in der Landesliga Südost für den SV Erlbach. Dort beendete er im Sommer 2015 seine Karriere.
Im Jahr 2015 wurde Schmidt Assistenztrainer bei Wacker Burghausen. Im Jahr 2018 war er für einige Spiele Interimstrainer in der Regionalliga.